# 13 Lacertae
13 Lac è una stella della costellazione della Lucertola, situata nella parte centrale della costellazione.
È una doppia ottica, nota come ADS 16227; la sua compagna è di magnitudine 10,6, classe spettrale G8 III, separata dalla primaria da 14,6 secondi d'arco, con un angolo di posizione di 129°, misurata in 10 osservazioni fra il 1849 e il 1958.

## Fonti
- (EN) Cataloghi stellari, su alcyone.de. URL consultato il 13 gennaio 2008 (archiviato dall'url originale il 4 marzo 2016).
- (EN) Scenta, su scenta.co.uk. URL consultato il 13 gennaio 2008 (archiviato dall'url originale il 1º dicembre 2008).
- Software astronomico Megastar 5.0